# Пащенівка (Богодухівський район)
Паще́нівка — село в Україні, у Коломацькій селищній громаді Богодухівського району Харківської області. Населення становить 174 осіб. До 2017 орган місцевого самоврядування — Коломацька селищна рада.

## Географія
Село Пащенівка знаходиться на відстані 1 км від сіл Шелестове і Підлісне. Поруч із селом проходить залізниця, станція Платформа 80 км. Село Сенькова Балка приєднано до села Пащенівка в 1997 році.

## Історія
12 червня 2020 року, розпорядженням Кабінету Міністрів України № 725-р «Про визначення адміністративних центрів та затвердження територій територіальних громад Харківської області», увійшло до складу Коломацької селищної громади.
19 липня 2020 року, в результаті адміністративно-територіальної реформи і ліквідації Коломацького району, село увійшло до складу Богодухівського району.

## Люди
В селі народилися:
- Пащенко Валентин Романович (нар. 1933) — український художник.
- Литвиненко Юрій Юрійович (1979—2015) — лейтенант юстиції, учасник російсько-української війни[3].